# Ясенак
45°14′ пн. ш. 15°02′ сх. д. / 45.23° пн. ш. 15.04° сх. д.
Ясенак (хорв. Jasenak) — населений пункт у Хорватії, в Карловацькій жупанії у складі міста Огулин.

## Населення
Населення за даними перепису 2011 року становило 226 осіб.
Динаміка чисельності населення поселення: